# Mikronezijski jezici
Mikronezijski jezici, skupina od dvadeset jezika koja pripa široj skupini dalekih oceanijskih jezika, koji se govore na malenim otočnim državama Mikronezije, u Mikroneziji, Sjevernomarijanskim otocima, Maršalovi otoci, Kiribatima i Nauruu.

## Klasifikacija
Austronezijski jezici, 
malajsko-polinezijski jezici, 
Centralni-istočni malajsko-polinezijski jezici, 
Istočni malajsko-polinezijski jezici, 
Oceanijski jezici, 
Centralni-istočni oceanijski jezici, 
Daleki oceanijski jezici, 
Mikronezijski jezici: karolinski [cal], kiribatski (gilbertski) [gil], kosrae [kos], mapia [mpy], maršalski [mah], mokilski [mkj], mortločki [mrl], namonuito [nmt], nauruski [nau], pááfang [pfa], pingelapski [pif], pohnpejski [pon], puluwatski [puw], satawalski [stw], sonsorolski [sov], tanapag [tpv], tobi [tox], tručki [chk], ulithijski [uli], woleajski [woe].

## Vanjske poveznice
- Ethnologue (14th)
- Ethnologue (15th)